# Cuscuta warneri
Cuscuta warneri är en vindeväxtart som beskrevs av Truman George Yuncker. Cuscuta warneri ingår i släktet snärjor, och familjen vindeväxter. Inga underarter finns listade i Catalogue of Life.